# Катарина Миловук
Катарина Миловук (рођена Екатерина Ђорђевић; Нови Сад, 28. август 1844 — Београд, 27. септембар 1913) била је управница и предавач на Вишој женској школи у Београду, учествовала је у организовању и раду Више српске женске школе у Солуну. Као једна од ретких образованих жена свог времена у Србији, била је један од оснивача Београдског женског друштва и оснивач Женског музичког друштва. Једно време била је и уредница женског часописа Домаћица. Бавила се хуманитарним радом и била борац за женска права. Написала је неколико уџбеника и превода књижевних дела.

## Биографија
Катарина Миловук рођена је 28. августа 1844. године у Новом Саду, у породици тадашњег аустријског поручника Јована и Јелисавете Ђорђевић као Екатерина Ђорђевић. Као сасвим мала дошла је у Београд, где јој је отац пребегао из аустријске војске, и где је наставио официрску службу војујући против Турака. Основну школу завршила је у Новом Саду, али њени родитељи су сматрали да основно образовање није довољно, те су је охрабрили да настави даље школовање у Русији. Године 1861. завршила је гимназију у Николајевску, а на Универзитету у Одеси положила педагошки државни испит, након чега се враћа у Србију. Говорила је руски, француски, немачки и енглески језик. Свирала је клавир.
Године 1865. удала се за Милана Миловука, директора београдске Реалке, професора историје и правника по струци, оснивача и првог хоровођу Београдског певачког друштва. Нису имали деце. После мужевљеве смрти Катарина се потпуно посветила педагошком раду. Умрла је 27. септембра 1913. у 69. години.

## Професионална биографија
Иако веома млада, Катарина Миловук (међу савременицима позната као Миловукица) већ са 19 година (1863) постаје управница тек основане Више женске школе у Београду и на том положају остаје до 1893. када се повлачи у пензију, али не престаје са професионалним ангажманом. Године 1904. била је позвана да ради и учествује у организацији Више српске женске школе у Солуну, где је остала пуне три године, до 1907. Реч је о школи коју су похађале српске девојке из крајева под турском влашћу.
Залагала се за увођење педагогије и методике, као и за изучавање језика у школама. Била је ауторка уџбеника који су коришћени приликом извођења наставе педагогије и методике. На њено инсистирање оформљен је школски хор. Преводила је са руског, француског, немачког и енглеског језика.
Међу ученицама Катарине Миловук биле су многе познате Српкиње, између осталих и Драга Љочић, Драга Машин, Милка Гргурова, Надежда Петровић, Мага Магазиновић, Станка Ђ. Глишић, сјајан преводилац и сестра много познатијег писца, Милована Глишића...

## Друштвено корисни рад
Катарина Миловук била је идејни творац и један од оснивача Београдског женског друштва 1875. године, првог удружења српских жена у Србији (прво женско удружење у Србији уопште основале су сефардске жене, годину дана раније) и била његова председница од 1889. до 1891. године. Друштво је четири године по оснивању почело да објављује и први српски женски часопис „Домаћица”, чија је уредница неколико година била и Катарина. Исте године оснива се и Женска раденичка школа и „Пазар“, где су се могли куповати радови из школе и чији је циљ био очување заната попут шивења и кројења и оспособљавање девојака између 13 и 17 година за самостално привређивање.
Катарина Миловук је и међу оснивачима Кола српских сестара и била је његова потпредседница. Била је чланица Друштва за потпомагање и васпитање сиротне и напуштене деце.
Заједно са својим наставницама и неколико музички образованих госпођа, основала је и Женско музичко друштво, на чијим приредбама су се окупљали најумнији и најотменији људи Београда.

## Борба за права жена
Катарина Миловук је иницирала и оснивање Српског народног женског савеза, који се борио за право гласа које жене у том тренутку нису имале. Била је једна од првих жена које су се дигле против окова патријархалног српског друштва оштро се борећи за права жена. Године 1906. изабрана је за прву председницу овог савеза.
Била је прва жена у Србији која је, још давне 1897. године, тражила да је упишу у бирачки списак. Њен захтев је одбијен на Касационом суду, са једним гласом против, али она није одустала и 1900. године шаље захтев краљу Александру Обреновићу да дозволи женама да гласају. Поново је одбијена. Занимљив је податак да је тек четири године касније у Лондону основана Социјално-политичка унија жена.
Катарина Миловук о женској равноправности:
| „ | Не знам с каквим правом су људи присвојили сву власт у своје руке и управљају судбином ове земље без наше сарадње, када је ова земља наша колико и њихова, и ми смо деца ове земље и ми с њом делимо и зло и добро. | ” |

У јулу 1913, два месеца пред смрт, Катарина је била једна од говорница на Конгресу Интернационалне алијансе за женско право гласа у Будимпешти.

## Ангажовање у ратовима
У време свих ратова који су се у Србији водили за ослобођење и уједињење, Катарина Миловук активно се бавила хуманитарним радом. За време Српско-турских ратова (1876–1878) и Српско-бугарског рата 1885. године организовала је жене као болничарке, а у доба Балканских ратова уприличила је чувалиште „Света Јелена” које је бринуло о деци војника на фронту. Њеним залагањем у склопу зграде Више женске школе у Београду отворена је радионица у којој се шило за војску.

## Одликовања
Катарина Миловук је за свој хуманитарни рад добила више одликовања: Орден Друштва српског Црвеног крста (1877), два пута Медаљу кнегиње Наталије (1878 и 1886) и Орден Светог Саве III реда (1886).

## Сећање
Једна мала улица у Београду, на општини Звездара, носи име Катарине Миловук.